# Estación de Valcuende
Valcuende es un apeadero ferroviario situado en el municipio español de Valderrueda, en la provincia de León, comunidad autónoma de Castilla y León. Forma parte de la red de ancho métrico de Adif, operada por Renfe Operadora a través de su división comercial Renfe Cercanías AM. Está integrada dentro del núcleo de Cercanías León al pertenecer a la línea C-1f, que une la capital con Cistierna y Guardo (Palencia). Cuenta también con servicios regionales de la línea R-4f, entre León y Bilbao.

## Situación ferroviaria
La estación se encuentra situada en el punto kilométrico 83,5 de la línea férrea de ancho métrico de Bilbao a La Robla y León el conocido como Ferrocarril de La Robla, entre las estaciones de Puente Almuhey y La Espina, a 1122,22 m s. n. m. El tramo es de vía única y está sin electrificar. Según Adif, la denominación oficial de la línea a la que pertenece la estación es la 08-790 (Asunción Universidad-Aranguren).

## Historia
Tras la ceremonia de inauguración de la línea el 11 de agosto de 1894, la estación fue abierta al tráfico el 14 de septiembre de 1894 con la puesta en marcha del tramo Cistierna-Sotoscueva de la línea que pretendía unir La Robla con Bilbao, lo que no ocurrió sin transbordo en Valmaseda hasta 1902.
Las obras y la explotación inicial de la concesión corrieron a cargo de la Sociedad del Ferrocarril Hullero de La Robla a Valmaseda, S.A., que a partir de 1905 pasó a denominarse Ferrocarriles de La Robla, S.A.. En 1972, FEVE obtuvo la explotación de la línea debido a la decadencia que padecía la misma, provocada por la falta de rentabilidad que sufría la industria del carbón. Sin embargo, bajo el mandato de la empresa pública la explotación empeoró y la línea se cerró en 1991. Esta medida no fue bien aceptada por los vecinos de las zonas afectadas que pidieron su reapertura. A partir de 1993, la línea comenzó a prestar servicio por tramos. En noviembre de 1994 se abrió el tramo Cistierna-Guardo (al que pertenece esta estación) y el 19 de mayo de 2003 se reanudó el tráfico de viajeros entre León y Bilbao.
Desde el 1 de enero de 2013, se disolvió la empresa FEVE en un intento del gobierno por unificar vía ancha y estrecha, encomendándose la titularidad de las instalaciones ferroviarias a Adif y la explotación de los servicios ferroviarios a Renfe Operadora, distinguiéndose la división comercial de Renfe Cercanías AM para los servicios de pasajeros y de Renfe Mercancías para los servicios de mercancías.

## La estación
Se encuentra ubicada siguiendo un desvío de la carretera autonómica   CL-626 , de unos 2,8 km. Desde la población se encuentra a unos 400 metros estando el acceso final sin asfaltar. No dispone de aparcamiento. El andén se sitúa a la derecha de la única vía principal. No tiene edificio de viajeros, sino un refugio original de la línea. En sentido León, el andén está recrecido para adaptarse a los estándares de las nuevas circulaciones.
En 2022 Adif anunció futuras actuaciones en el tramo ferroviario León-Guardo, consistentes en la supresión del bloqueo telefónico y automatización de la línea.

## Servicios ferroviarios

### Regionales
Los trenes regionales que realizan el recorrido León - Bilbao (línea R-4f) tienen parada en la estación. Su frecuencia es de 1 tren diario por sentido. En las estaciones en cursiva, la parada es discrecional, es decir, el tren se detiene si hay viajeros a bordo que quieran bajar o viajeros en la parada que manifiesten de forma inequívoca que quieren subir. Este sistema permite agilizar los tiempos de trayecto reduciendo paradas innecesarias.
Las conexiones ferroviarias entre Valcuende y el resto de estaciones de la línea, para los trayectos regionales, se efectúan exclusivamente con composiciones de la serie 2700
| Línea | Origen/Destino   | Paradas intermedias | Destino/Origen |
| ----- | ---------------- | --- | -------------- |
|       | Bilbao Concordia | Amézola · Basurto Hospital · Zorroza-Zorrozgoiti · Iráuregui · Zaramillo · Sodupe · Aranguren · Aranguren-Apeadero · Zalla · Valmaseda · Arla-Berrón · Ungo-Nava · Mercadillo · Cadagua · Bercedo-Montija · Quintana · Espinosa de los Monteros · Redondo · Sotoscueva · Pedrosa · Dosante Cidad · Robredo Ahedo · Soncillo · Cabañas de Virtus · Arija · Llano · Las Rozas de Valdearroyo · Montes Claros · Los Carabeos · Mataporquera · Cillamayor · Salinas de Pisuerga · Vado-Cervera · Castrejón de la Peña · Villaverde-Tarilonte · Santibáñez de la Peña · Guardo-Apeadero · Guardo · La Espina · Valcuende · Puente Almuhey · Cerezal de la Guzpeña · Prado de la Guzpeña · La Llama de la Guzpeña · Valle de las Casas · Sorriba · Cistierna · La Ercina · Boñar · La Vecilla · Matallana · San Feliz · Asunción/Universidad · Ventas/San Mamés | León-Matallana |

### Cercanías
Forma parte de la línea C-1f de Cercanías León. Las circulaciones que prestan servicio a esta estación son las que realizan el recorrido completo de la línea hasta Guardo-Apeadero (Palencia) efectuando parada en todas las estaciones del recorrido. La frecuencia que presenta es de un tren diario por sentido, tanto los días laborables como los sábados y festivos. Este servicio complementa al tren regional.
Las conexiones ferroviarias entre Valcuende y el resto de estaciones de la línea, para los trayectos de cercanías, se efectúan con composiciones serie 2700 y de la serie 2600. Esta última serie, renombrada como serie 526, cambió su imagen en 2023, adaptando su librea a los colores corporativos de Cercanías de Renfe.
| procedencia/destino | < estación     | Línea | estación > | destino/procedencia |
| ------------------- | -------------- | ----- | ---------- | ------------------- |
| León-Matallana      | Puente Almuhey |       | La Espina  | Guardo-Apeadero     |